# 阿兰·贝尔纳丁
阿兰·贝尔纳丁（法語：Alain Bernardin，1916年1月9日—1994年9月15日），法国商人、前卫艺术家，1951年创办疯马夜总会。

## 生平
1916年1月9日，阿兰·贝尔纳丁出生于法国东部城市第戎，父母分别是埃米尔·贝尔纳丁（Émile Bernardin）和珍妮·佩特尔（Jeanne Petel）。
1951年，他在巴黎乔治五世大街十二号创办一家小型夜总会“疯马夜总会”。尽管早年曾两次解散，但疯马夜总会从1953年开始一直营业至今。疯马夜总会以裸体歌舞表演“疯马秀”而知名，与红磨坊及丽都歌舞秀并称巴黎夜总会三大歌舞秀。
1977年10月19日，贝尔纳丁编剧、执导的纪录片《巴黎疯马》上映。
1994年9月15日，阿兰·贝尔纳丁在位于巴黎的办公室中自杀身亡。9月15日，疯马夜总会员工发现老板未出席当晚的首场演出，因此到办公室寻找，结果发现他已经死亡，身边还放着一把枪，最终被认定为自杀，终年78岁。

## 家庭
妻子洛瓦·摩尔出生于1946年，在一家夜总会与阿兰·贝尔纳丁结识，自1970年代开始成为疯马夜总会的裸体舞者。1985年，洛瓦·摩尔与大自己30岁的贝尔纳丁在卢沃谢讷结婚。